# 10 cm Nebelwerfer 35
Il 10 cm Nebelwerfer 35 o 10 cm NbW 35 era un mortaio pesante tedesco usato dalla Wehrmacht durante la seconda guerra mondiale. Era un mortaio destinato all'uso di munizioni a caricamento chimico e fumogeni.

## Storia

### Sviluppo
L'arma venne ufficialmente adottata nel 1935 e venne inizialmente assegnata ai Nebel-Abteilungen ("battaglioni lancia fumogeni") dello Heer. A partire dal 1941 fu rimpiazzato dal 10 cm Nebelwerfer 40 e dai lanciarazzi multipli 15 cm Nebelwerfer 41 e 28/32 cm Nebelwerfer 41. I NbW 35 vennero quindi utilizzati dai reparti di mortai convenzionali, compresi quelli dei Fallschirmjäger.

### Impiego operativo
Da ottobre 1935 i mortai equipaggiarono al Nebel-Lehr-und-Versuchs-Abteilung ("battaglione fumogeno dimostrativo e sperimentale") e ai battaglioni operativi Nebel-Abteilungen 1 e 2. Questi nel 1939 erano disponibili per la campagna di Polonia. All'inizio della campagna di Francia furono attivati i Nebel-Abteilungen da 3 a 5, oltre al battaglione sperimentale ridenominato Nebel-Lehr-Abteilung ("battaglione fumogeno dimostrativo"). A marzo del 1940 furono attivati i battaglioni numerati da 6 a 9, per un totale di dieci battaglioni disponibili per l'Operazione Barbarossa del 1941. Per lo schieramento in Norvegia nel maggio 1940, la 8. Batterie des Artillerieregimentes 222 ("8ª batteria del 222º reggimento di artiglieria" venne dotata di otto mortai NbW 35; più tardi l'unità venne ridenominata Nebelwerfer-Batterie 222.

## Tecnica
Il mortaio aveva una struttura convenzionale ed era virtualmente una versione ingrandita dell'8 cm Granatwerfer 34. Era scomponibile in tre carichi: la canna, pesante 31,7 kg; la piastra d'appoggio pesante 36,3 kg; il bipiede da 32,2 kg. La squadra era costituita da un capopezzo, tre cannonieri e tre porta-munizioni. Nel 1938, con la crescente motorizzazione delle truppe, venne introdotto un complesso di traino per il pezzo e per il trasporto delle munizioni; esso era costituito da due carrelli ripiegabili, agganciabili ai veicoli motorizzati o trainabili a mano: un carrello portapezzo Werferkarren für 10-cm-Nebelwerfer (Nbf 1) ed il carrello portamunizioni Munitionskarren für 10-cm-Nebelwerfer (Nbf 1/1). Nel 1939 i due veicoli del complesso vennero sostituiti dal Handkarren für 10-cm-Nebelwerfer (Nbf 2), più leggero e semplice da costruire ma non ripiegabile. Negli spostamenti a lungo raggio i carrelli erano trainati dai trattori d'artiglieria leggeri Sd.Kfz. 11/1, con il quale formavano il complesso chiamato Nebelkraftwagen mit Fahrgestell des leichten Zugkraftwagens 3 Tonnen ("veicolo nebbiogeno su telaio di trattore leggero da 3 tonnellate").

## Munizioni
Il munizionamento disponibile:
- 10 cm Wgr 35 Spr: granata ad alto esplosivo pesante 7,26 kg, caricata con 1,7 kg di TNT[5]
- 10 cm Wgr 35 Nb: granata fumogena pesante 7,26 kg, caricata con 1,7 kg di FS[5]
- 10 cm Wgr 35 Kh: granata chimica Kammerhülse, caricata ad iprite[6]
- 10 cm Wgr 35 Z.B.: granata chimica Zwischenboden, prodotta in numeri ridotti, caricata con 0,9 kg di agente chimico[6]
- Wgr 37 Spr: granata ad alto esplosivo, pesante 7,35 kg, lunga 432 mm, con carica esplosiva di 1,28 kg[7]

La carica di lancio di base, pesante 15 g, poteva essere potenziata da fino a 4 cariche aggiuntive da 21 g, che consentivano una velocità alla volata di 193 m/s ed una gittata di 3.025 m. La dispersione era di 65 m.